# Grier City
Grier City est une census-designated place située dans le comté de Schuylkill, dans l’État de Pennsylvanie, aux États-Unis. Lors du recensement de 2020, elle compte 296 habitants.